# Xã Gowrie, Quận Webster, Iowa
Xã Gowrie (tiếng Anh: Gowrie Township) là một xã thuộc quận Webster, tiểu bang Iowa, Hoa Kỳ. Năm 2010, dân số của xã này là 1.098 người.